# 睦鄰街遊樂場

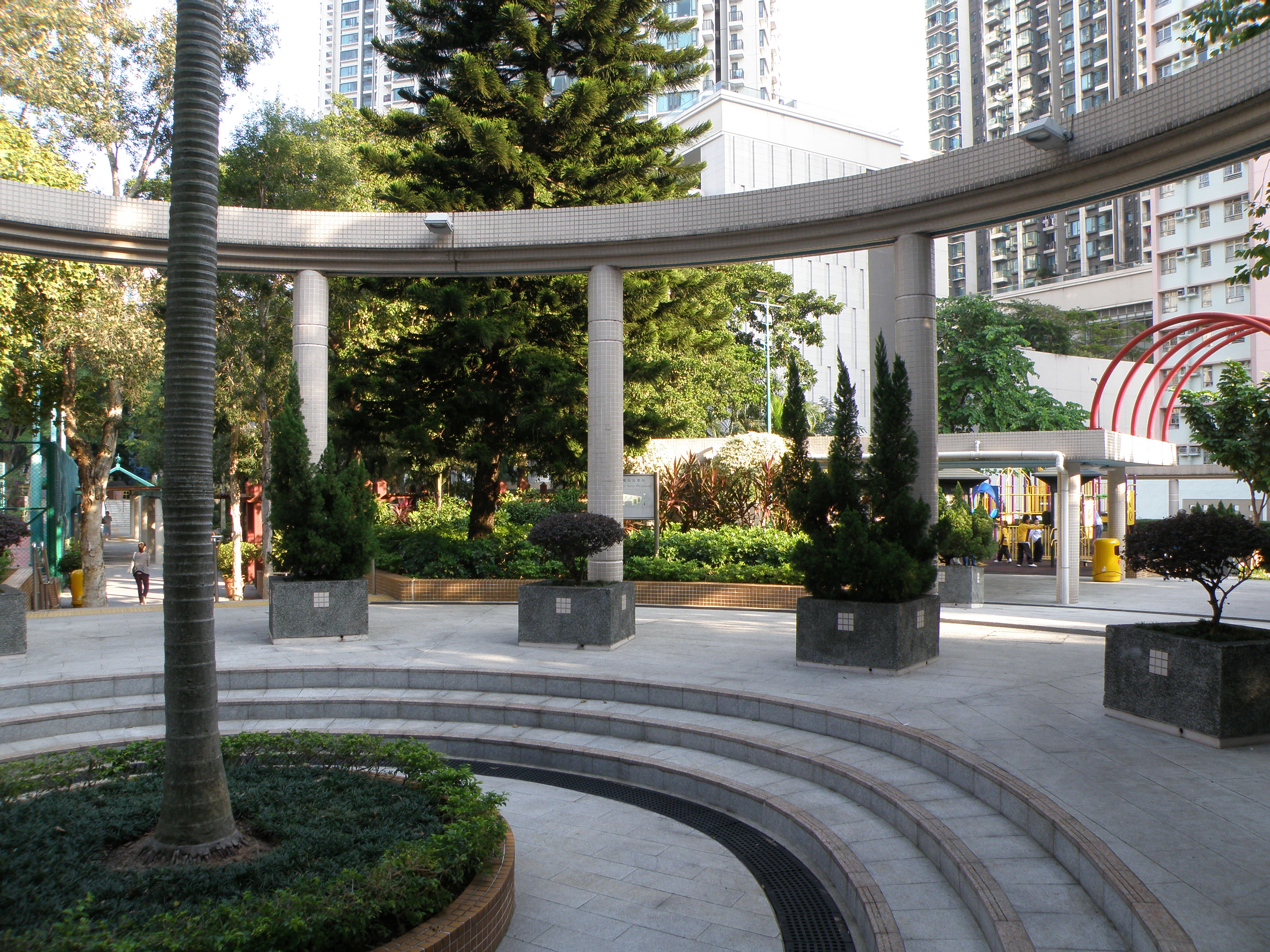
睦鄰街遊樂場

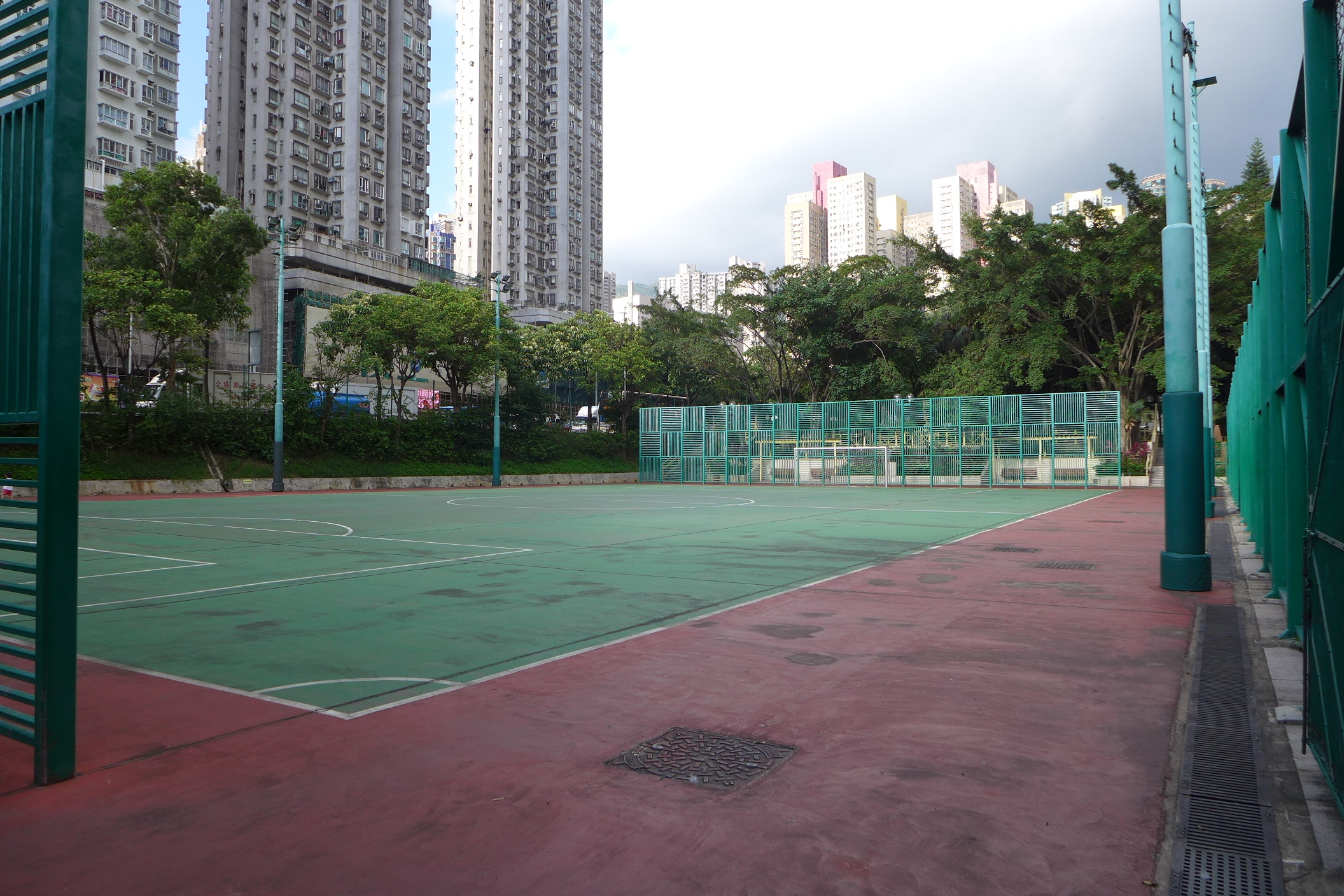
睦鄰街遊樂場內的足球場

睦鄰街遊樂場（英語：Muk Lun Street Playground），位於香港九龍黃大仙睦鄰街7號，毗鄰現崇山和路德會救恩堂，是康樂及文化事務署轄下的休憩場地，園內設有兩個籃球場、一個足球場、洗手間連更衣室和泛光燈照明系統。該遊樂場前身為康樂新村和四喜新村木屋區的一部份，居民於1984年6月9日發生大火後徙置到新界臨屋區及大埔廣福邨，到1990年代初全面清拆。
遊樂場內不乏栽種多年的古木，2012年康文署曾為一棵已列古樹名冊的細葉榕擴建花槽，使其可以繼續健康生長。